# Adobe Fireworks
Adobe Fireworks [əˌdoʊbiːˈfaɪəwɝks] war ein Grafikprogramm, das Rastergrafiken und Vektorgrafiken bearbeiten und erstellen kann. Es wurde von der Firma Macromedia entwickelt, die später von Adobe übernommen wurde. Mit diesem Programm können Dateien aus allen wichtigen Grafikformaten importiert, vektor- und bitmapbasierte Bilder bearbeitet und interaktive Grafiken erstellt werden. Fireworks-Grafiken können nach Dreamweaver und Adobe Flash sowie in die Anwendungen anderer Anbieter exportiert werden.
Hauptsächlich wird Fireworks im Webdesign für die Erstellung von Webgrafiken und Websites eingesetzt, wobei der HTML-Code automatisch generiert wird. Das Programm ist für Mac OS X- und Windows-Systeme erhältlich.
Im Zuge der MAX-Konferenz 2013 wurde von Adobe bekannt gegeben, dass neben der Creative Suite (CS) auch die Weiterentwicklung von Fireworks eingestellt wird. Seitdem werden nur noch Fehlerbehebungen und Sicherheitsupdates ausgeliefert. Die Applikation ist damit neben Encore die einzige Anwendung der Creative Suite, welche von CS nicht auf Creative Cloud (CC) umgestellt wurde.

## Kombination von Vektorgrafiken und Bitmaps
Der Schwerpunkt von Fireworks liegt in der kombinierten Bearbeitung von Pixel- und Vektorgrafiken. Es schließt somit die Lücke zwischen Photoshop (vorrangig für Pixelgrafiken) und Illustrator (vorrangig für Vektorgrafiken).
Fireworks kann eine von Vektoren definierte Form mit einem sogenannten Livefilter versehen (Darstellungseffekte, die dynamisch erzeugt werden, ohne die Originalgrafik zu verändern), eine Bitmap darüberlegen und das ganze als Maske in ein anderes Objekt integrieren. Dabei bleibt jede Änderung reversibel editierbar, inklusive aller Filtereinstellungen.

### Ebenen
Fireworks bietet die Bearbeitung in mehreren Ebenen und die Anwendung von Filtern auf den Ebenenobjekten. Es lassen sich verschiedene Objekte (Bitmap oder Vektoren) auf mehreren Frames und auf mehreren Ebenen anordnen.

### Seiten
Über die Seiten-Palette ist es möglich, mehrere Seiten einer kompletten Website anzulegen, zu gestalten und zu verlinken. Über die Masterseite ist es möglich, Layoutänderungen auf allen Seiten durchzuführen.

### Stile
Über die Stile Palette hat man die Möglichkeit, auf vordefinierte Stiles zuzugreifen und eigene zu erzeugen. Diese angelegten Stiles lassen sich ähnlich wie in Cascading Style Sheets (CSS) seitenübergreifend auf allen Seiten ändern.

### Allgemeine Bibliothek
Die Allgemeine Bibliothek bietet Zugriff auf typische Layoutelemente, die im Screendesign immer wieder benötigt werden, wie etwa Scrollbalken, Formularfelder, Schaltflächen (im Windows und Mac Look).

### HTML-Export
Für die Erstellung von HTML-Seiten besteht die Möglichkeit, Slices und Rollovers zu definieren und automatisch den entsprechenden HTML-Code und die zerschnittenen Grafiken zu exportieren.

### Rapid Prototyping
Fireworks bietet seit der Version CS4 die Möglichkeit, neben dem HTML- und CSS-Export auch interaktive PDFs zu generieren, Flash Slideshows und Adobe-AIR-Prototypen zu erstellen.

### Dateiformat
Adobe Fireworks verwendet standardmäßig das PNG-Format. Hierzu werden zahlreiche zusätzliche Informationen, wie z. B. Ebenen, Farbwerte für Farbverläufe usw., in sogenannten optionalen Datenblöcken („Chunks“) gespeichert. Hierdurch vergrößert sich die Dateigröße zum Teil erheblich. Diese Informationen gehen verloren, falls die Datei mit einem anderen Grafik-Bearbeitungsprogramm bearbeitet wird.

## Versionsgeschichte
- 1998: Macromedia Fireworks
- 1999: Macromedia Fireworks 2

Erhältlich als Einzelprodukt und im Paket mit Dreamweaver 2 als „Dreamweaver 2 Fireworks 2 Studio“
- 2000: Macromedia Fireworks 3

Erhältlich als Einzelprodukt, im Paket mit Dreamweaver 3 („Dreamweaver 3 Fireworks 3 Studio“), im Paket mit Dreamweaver UltraDev („Dreamweaver UltraDev Fireworks 3 Studio“), und im Paket mit Director 8, Shockwave Multiuser Server 2 und SoundForge XP („Director 8 Shockwave Studio“)
- 2001: Macromedia Fireworks 4

Erhältlich als Einzelprodukt, im Paket mit Dreamweaver 4 („Dreamweaver 4 Fireworks 4 Studio“), im Paket mit Dreamweaver UltraDev 4 („UltraDev 4 Fireworks 4 Studio“), im Paket mit Director 8, Shockwave Multiuser Server 2 und SoundForge XP („Director 8 Shockwave Studio with Fireworks 4“), und im Paket mit Director 8.5, Shockwave Multiuser Server 3 und SoundForge XP („Director 8.5 Shockwave Studio“)
- 2002: Macromedia Fireworks 6 a.k.a. Macromedia Fireworks MX

Erhältlich als Einzelprodukt und im Paket mit Dreamweaver MX, Flash MX, FreeHand MX und ColdFusion MX (Developer Edition) als „Macromedia Studio MX“. Die Versionsnummer 5 wurde übersprungen, um bei den Produkten Fireworks, Dreamweaver und Flash eine einheitliche Versionierung zu erreichen, im Marketing und dem Produktnamen weiter verstärkt durch das Kürzel „MX“. FreeHand MX trug die Versionsnummer 11.
- 2004: Macromedia Fireworks 7 a.k.a. Macromedia Fireworks MX 2004

Erhältlich als Einzelprodukt und im Paket mit Dreamweaver MX 2004, Flash MX Professional 2004, FreeHand MX und ColdFusion MX 6.1 (Developer Edition) als „Macromedia Studio MX 2004“. Diese Version verfügte erstmals über eine Softwareaktivierung zum Schutz vor Schwarzkopien.
- 2005: Macromedia Fireworks 8

Erhältlich als Einzelprodukt und im Paket mit Dreamweaver 8, Flash Professional 8, Contribute 3 und FlashPaper 2 als „Macromedia Studio 8“.
- 2007: Adobe Fireworks 9 a.k.a. Adobe Fireworks CS3

Erhältlich als Einzelprodukt und als Teil der einzelnen Editionen der Adobe Creative Suite 3. Nach dem Kauf der Firma Macromedia durch das Unternehmen Adobe im Jahr 2005 und anschließender Fusion wurde die „Macromedia Studio“-Reihe mit der „Adobe Creative Suite“ zusammengefasst, so dass es seitdem nur noch die Adobe Creative Suite als großes gemeinsames Paket gibt. Dieses ist in verschiedenen Editionen, die sich in der Zusammenstellung der Programme unterscheiden, auf unterschiedliche Anwendungsbereiche zugeschnitten. Ergänzend ist die so genannte „Master Collection“ erhältlich, die alle CS3-Programme in einem Gesamtpaket vereint.
- 2008: Adobe Fireworks 10.0 a.k.a. Adobe Fireworks CS4

Vereint neue einheitliche Benutzeroberfläche mit vielen anderen neuen Funktionen, u. a. eine verbesserte Farbverlaufsansicht, HTML- und CSS-Export sowie engere Zusammenarbeit mit anderen Dateiformaten (Illustrator, …). Als Einzelprodukt erhältlich und Bestandteil der folgenden Creative-Suite-4-Editionen: „Design Premium“, „Web Premium“, „Web Standard“ und „Master Collection“.
- 2010 Adobe Fireworks CS5

Werkzeug-Set für Grafiken wurde optimiert, u. a. pixelgenaues Rendern und Integration mit der Adobe-Flash-Plattform. Zudem ist Fireworks CS5 als Einzel- und als Sammelprodukt erhältlich.
- 2012 Adobe Fireworks CS6

## Export-Dateiformate
Mit Fireworks können folgende Dateiformate exportiert werden:
- .PNG
- .JPG
- .GIF
- .TIFF
- .BMP
- .SWF
- .LBI (Dreamweaver)
- .HTML
- .CSS
- Lotus Domino
- .AI Adobe Illustrator
- .PSD Adobe Photoshop
- .PDF
- Interaktives PDF
- .FXG (Flash Exchange Graphic) XML-basiertes Austauschformat für Flash, Flash Catalyst, Photoshop, Illustrator und Fireworks